# Duveds station
Duveds station är en järnvägsstation i Duved på Mittbanan, cirka 114 kilometer från Östersunds centralstation i riktning Storlien.

## Historik
Stationen öppnades den 17 oktober 1881 och ligger i södra Duved vid Stickspåret med utsikt mot Tegeforsen. Den ursprungliga stationsbyggnaden brann ned i december 1950. Den nuvarande stationsbyggnaden uppfördes 1951 och blev tillbyggd 1988.

## Trafik
Stationen trafikeras av regionaltågen Östersund – Storlien som körs av Norrtåg. Dessutom är Duved slutstation för SJ:s dagtåg från Stockholm och nattåg från Stockholm och Göteborg. Under högsäsong trafikeras stationen även av Snälltågets nattåg från Malmö.

## Galleri

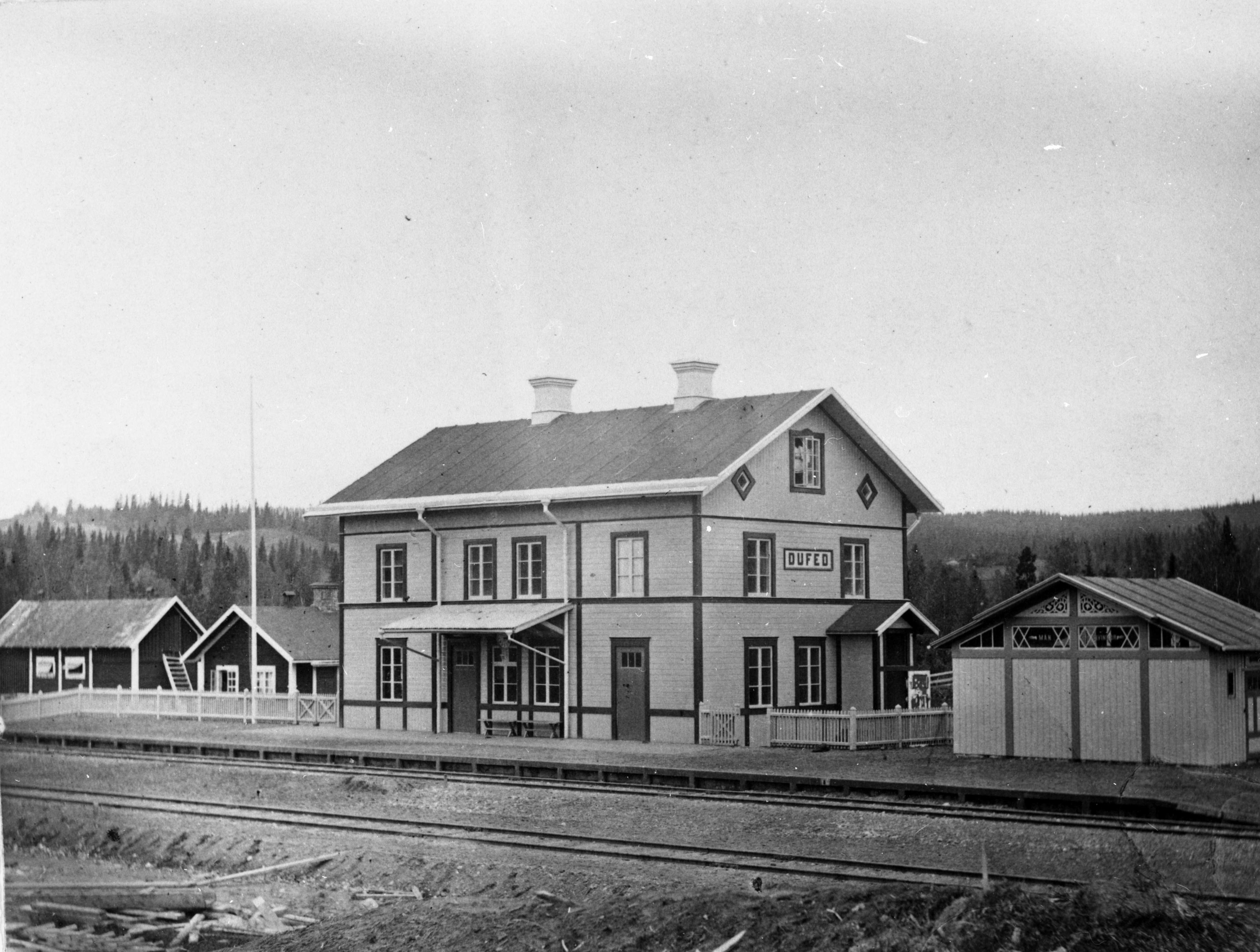
Duveds station cirka år 1900
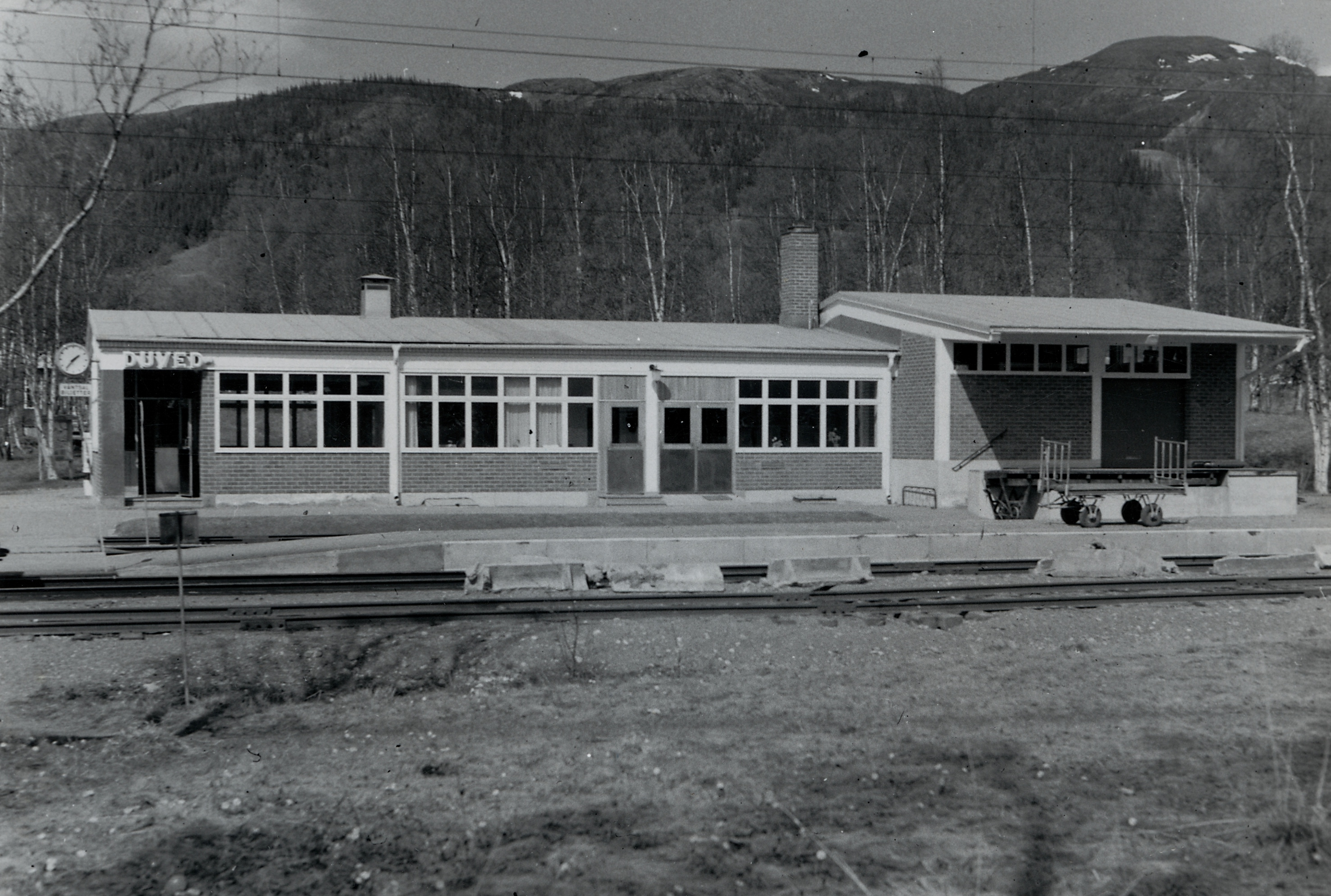
Duveds station år 1954
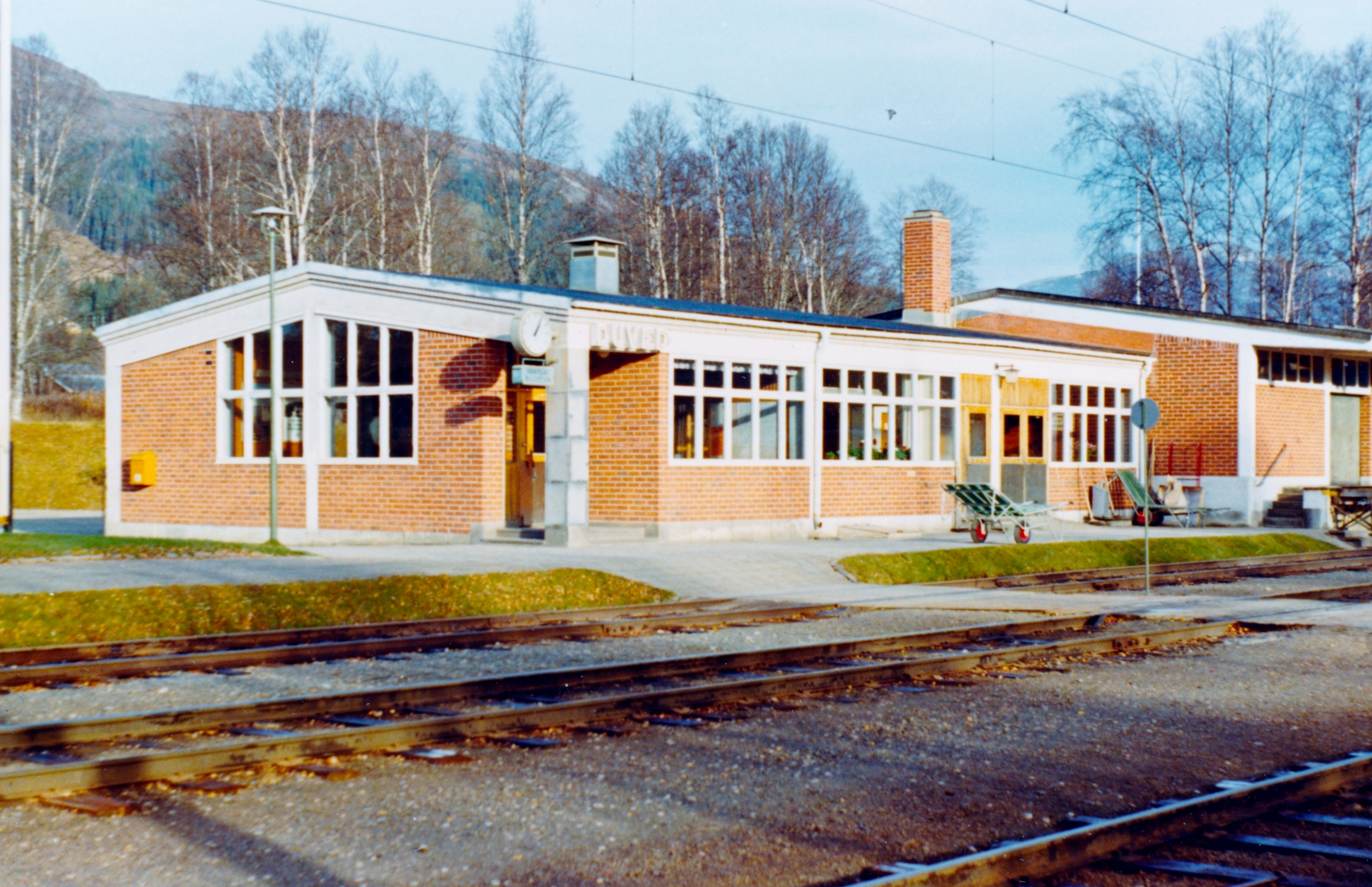
Duveds station år 1971